# Гурин, Владимир Павлович
Владимир Павлович Гурин (род. 3 апреля 1955, Куеда, Молотовская область) — советский самбист и дзюдоист, чемпион СССР, Европы и мира по самбо, чемпион и призёр чемпионатов России по самбо, призёр чемпионатов СССР и Европы по дзюдо, мастер спорта СССР международного класса по дзюдо, Заслуженный мастер спорта СССР по самбо.

## Спортивные результаты

### Дзюдо
- Чемпионат СССР по дзюдо 1976 года — ;
- Чемпионат СССР по дзюдо 1977 года — ;
- Чемпионат СССР по дзюдо 1978 года — ;
- Чемпионат СССР по дзюдо 1980 года — ;
- Чемпионат СССР по дзюдо 1981 года — ;
- Чемпионат СССР по дзюдо 1982 года — ;

### Самбо
- Чемпионат СССР по самбо 1985 года — ;
- Кубок СССР по самбо 1986 года — ;
- Чемпионат СССР по самбо 1987 года — ;
- Чемпионат СССР по самбо 1988 года — ;
- Чемпионат России по самбо 1992 года — ;
- Чемпионат России по самбо 1993 года — ;
- Чемпионат России по самбо 1994 года — ;